# Les Apprenties sorcières
Les Apprenties sorcières (France) ou Alambics et vieille robine (Québec) (Rednecks and Broomsticks) est le 7e épisode de la saison 21 de la série télévisée d'animation Les Simpson.

## Synopsis
En rentrant d'un week-end de ski, les Simpson sont victimes d'un accident de voiture (dans lequel Homer écrabouille Bambi qui apprenait à patiner avec Panpan). Heureusement, Cletus les sauve de la noyade alors qu'ils se trouvaient inconscients dans leur véhicule, immobilisé sur un lac gelé. Tandis que toute la famille se réchauffe chez lui, il propose à Homer de l'aider à fabriquer de l'alcool frelaté. De son côté, Lisa se perd au cours d'une partie de cache-cache avec les enfants Spuckler et ne doit son salut qu'à trois jeunes filles. Celles-ci pratiquent un jeu de sorcellerie appelé « Wicca ». Intriguée, Lisa s'apprête à se joindre à elles, mais l'intervention du chef Wiggum l'en empêche.
Interpellées, les trois jeunes sorcières sont accusées d'appartenir à un ordre maléfique pratiquant la magie noire. Convaincue de leur innocence, Lisa décide de leur venir en aide.

## Audience américaine
L'épisode a attiré lors de sa première diffusion 8,99 millions de téléspectateurs.